# Sarawak aux Jeux du Commonwealth
La colonie britannique de Sarawak a participé à deux reprises aux Jeux du Commonwealth. Elle envoie sa propre délégation aux Jeux de 1958 à Cardiff et aux Jeux de 1962 à Perth. Elle n'est représentée à chaque occasion que par une petite délégation en athlétisme, qui  n'obtient pas de médaille. En 1963 Sarawak intègre la Malaisie, et ses athlètes concourent dès lors sous les couleurs malaisiennes. Aucun des représentants de Sarawak aux Jeux de 1958 et 1962 ne participe à des éditions ultérieures.

## Athlètes et résultats
1958 :
| Nom                 | Discipline | Épreuves                | Résultat               |
| ------------------- | ---------- | ----------------------- | ---------------------- |
| Abdul Wahab Salleh  | Athlétisme | 1 mile hommes           | éliminatoires          |
| Abdul Wahab Salleh  | Athlétisme | 3 miles hommes          | 21e (sur 25)           |
| Joseph Lee Gut-Hing | Athlétisme | 100 yard hommes         | 10,5 s (éliminatoires) |
| Joseph Lee Gut-Hing | Athlétisme | Saut en longueur hommes | 6,42 m ; 28e (sur 35)  |
| Tham Siew-kai       | Athlétisme | 440 yard hommes         | 53,9 s (éliminatoires) |

1962 :
| Nom                                                            | Discipline | Épreuves                | Résultat                  |
| -------------------------------------------------------------- | ---------- | ----------------------- | ------------------------- |
| Abdul Wahab Salleh                                             | Athlétisme | 1 mile hommes           | 4:48.4 (éliminatoires)    |
| Abdul Wahab Salleh                                             | Athlétisme | 880 yard hommes         | 2:04.9 (éliminatoires)    |
| Joseph Lee Gut-Hing                                            | Athlétisme | 100 yard hommes         | 10,5 s (quarts de finale) |
| Joseph Lee Gut-Hing                                            | Athlétisme | 220 yard hommes         | 22,8 s (éliminatoires)    |
| Joseph Lee Gut-Hing                                            | Athlétisme | Saut en longueur hommes | 6,84 m ; 18e (sur 19)     |
| William Lee                                                    | Athlétisme | 100 yard hommes         | 10,7 s (quarts de finale) |
| William Lee                                                    | Athlétisme | 220 yard hommes         | 23,3 s (éliminatoires)    |
| William Chai Ah-Lim                                            | Athlétisme | 100 yard hommes         | 10,5 s (quarts de finale) |
| William Chai Ah-Lim                                            | Athlétisme | 220 yard hommes         | 23,2 s (éliminatoires)    |
| Kuda Ditta                                                     | Athlétisme | 120 yard haies hommes   | disqualifié               |
| Kuda Ditta                                                     | Athlétisme | 440 yard haies hommes   | 55,7 s (éliminatoires)    |
| Joseph Lee Gut-Hing Kuda Ditta William Chai Ah-Lim William Lee | Athlétisme | 4x110 yard relai hommes | disqualifiés              |